# 貝瑟尼 (印第安納州巴塞洛繆縣)
贝瑟尼（英語：Bethany）是位於美國印第安納州巴塞洛繆縣的一個非建制地區。該地的面積和人口皆未知。

## 地理
贝瑟尼的座標為39°10′26″N 86°03′55″W / 39.17389°N 86.06528°W，而該地的平均海拔高度為273米（即896英尺）。